# Mélancolie française
Mélancolie française est un essai de l'écrivain et essayiste Éric Zemmour, paru le 3 mars 2010.

## Thématique
Selon Eric Zemmour, l'ambition de la France pendant quinze siècles depuis Clovis aurait été de reconstituer l’Empire romain d’Occident dans les frontières de l’ancienne Gaule afin d’être la puissance culturelle, linguistique, économique, démographique et militaire dominante en Europe. Il synthétise cette ambition par le vers de Corneille : « Si vous n'êtes romain, soyez digne de l'être ». Dans ce cadre, il présente la France comme l’héritière de Rome et de l'Empire romain, programmée pour apporter la paix en Europe.
Pour l’auteur, l'échec et le renoncement à atteindre cet objectif seraient la cause inavouée d'une mélancolie française.
Il évoque aussi une opposition qui perdurerait entre la conception du monde de l'Europe continentale de Napoléon et celle de l'Angleterre qu'il assimile à Carthage.
Il considère que la France aurait aujourd'hui renoncé à assimiler les étrangers. Il fait un parallèle avec l'échec de l'assimilation des Barbares qui aurait selon lui causé la chute de Rome.

## Réception
Selon le magazine Les Inrockuptibles, Eric Zemmour adopterait dans ce livre une « posture “victimaire” » , se présentant en « pauvre penseur marginalisé » malgré sa présence massive dans les médias et son appartenance aux élites. Le magazine affirme que l'ouvrage témoigne d'une « pensée pleureuse », révèle une « haine du métissage » et que « sa Mélancolie donne la Nausée ».   
Une critique publiée sur le site BibliObs mentionne de nombreuses erreurs factuelles dans l'ouvrage et ses incohérences historiques, et estime que le livre est un « salmigondis un tantinet paranoïaque » dont l'auteur, obsédé par un « grand complot américano-maghrébo-gauchiste » n'a pas le « sens du ridicule ».  
L'historien Gérard Noiriel estime que l'ouvrage repose sur une conception erronée de l'histoire et comporte de nombreuses erreurs factuelles et de méthode, s'appuie principalement sur des préjugés et témoigne avant tout d'une "fascination pour les Grands". 
Le démographe et professeur au Collège de France François Héran estime que si dans cet ouvrage, Zemmour se « pique de démographie », il y accumule en réalité des « erreurs typiques », et ne semble pas avoir lu les travaux qu'il commente mais seulement leur « compte-rendu publié par Le Figaro ». Il avance ainsi que les assertions de Mélancolie Française ne contiennent « pas une once de vérité » et critique le contenu de l'ouvrage, en estimant que « faire étalage de connaissances mal assimilées, cela porte un nom en français : la cuistrerie ». Il note que « le problème n’est pas l’ignorance d’Éric Zemmour, ni même sa suffisance ou sa jactance. Il est de comprendre comment une posture qui prétend dessiller les yeux du public aboutit au résultat opposé : au lieu de transmettre le savoir, elle en barre l’accès ; au lieu de dissiper les ténèbres, elle les épaissit. J’ai rarement vu dans mon existence de chercheur un tel exemple d’obscurantisme ».  
En 2022, un collectif de seize historiens (dont Alya Aglan, Claude Gauvard, Laurent Joly, Mathilde Larrère, Gérard Noiriel, Nicolas Offenstadt et Philippe Oriol) s'attache à réfuter les écrits à prétention historique d'Eric Zemmour, notamment Mélancolie Française,,. Le collectif estime qu'à travers les thèses qu'il développe dans cet ouvrage au sujet de la colonisation de l'Algérie il « exprime [...] un idéal suprémaciste blanc » que les idées qu'il y présente sur les mutins de 1917 sont la manifestation d'une « hostilité idéologique au "pacifisme" » et celles sur l'action de Pétain en 1940 une « fiction ».

## Polémiques
L’ouvrage suscite une polémique en Belgique dès lors qu’Eric Zemmour y indique que ce pays est une construction artificielle créée sous l’impulsion du Royaume-Uni après la chute de Napoléon. Selon Zemmour, la Belgique est « la RDA de la France, (...), un arlequin diplomatique bricolé sans conviction par Talleyrand » dont la disparition est inéluctable. La Flandre ne serait quant à elle qu'un « sous-produit de la Belgique ». Il estime également qu’une réunion de la Wallonie à la France permettrait à cette dernière de retrouver son rang sur la scène internationale et de renforcer sa position économique et démographique par rapport à l’Allemagne,.
Le 25 mars 2010, le quatrième Prix du livre incorrect est décerné à Éric Zemmour pour ce livre. Celui-ci a en effet soulevé de nombreuses polémiques, notamment sur la question des prénoms français, et sur l'analogie entre les Barbares ayant entraîné la chute de Rome et les flux migratoires en provenance d'Afrique subsaharienne et du Maghreb en France.